# Naj pada zdaj dež (album)
Naj pada zdaj dež je bil drugi glasbeni album slovenske pop skupine Foxy Teens; izšel je leta 1999.

## Diskografija
- Naj pada zdaj dež
- Pošlji mi poljub
- Pusti mi sanje
- Če bi ti dala srce
- Hočem še
- Skuliraj se
- Ti si moja ljubezen
- Zvezde padajo z neba
- Briga me